# Geoffroi de Pontual
Geoffroi de Pontual  (mort le 17 septembre 1259) est évêque de Saint-Malo de 1231 à 1255.

## Biographie
Geoffroi de Pontual est élu évêque et consacré en 1231. Cette même année il transige avec Hamon de Guer pour les dîmes de Broons. Geoffroi de Pontual doit rapidement faire face à Pierre Mauclerc qui pénètre avec ses troupes dans la cité épiscopale et fait occuper le château de Saint-Malo pour subvenir aux besoins de l'armée de son allié Henri III d'Angleterre qui avait débarqué en Bretagne pour l'appuyer. Geoffroi doit s'exiler en Normandie. Le pape Grégoire IX le recommande le 26 juin 1234 aux évêques de la province de Rouen  afin qu'ils assurent sa subsistance et c'est le pape qui arbitre l'ultime  conflit entre de Pierre et les évêques de Rennes et de Saint-Malo dont il a occupé militairement les domaines.
Geoffroi revient à Saint-Malo en 1236 mais il doit faire face l'année suivante à la révolte de certains de ses vassaux qui occupent et pillent  la résidence épiscopale de Saint-Malo-de-Beignon. En 1237 il conclut une transaction avec Roland de Plouer pour le patronage de l'église locale. En 1252 il est à l'origine de la création de l'hôpital dit de « la Licorne ». Près de la chapelle Saint-Thomas. Bien que lui aussi en conflit avec le clergé séculier, le duc Jean Ier de Bretagne ne pratique pas les persécutions de son père et Geoffroi de Pontual offre en 1254 sa démission aux papes successifs  Innocent IV (mort en 1254) puis Alexandre IV ce dernier lui propose de prendre la tête de  l'abbaye de Marmoutier et offre à l'abbé Geoffroy III de Conam d'occuper le siège de Saint-Malo. Ce transfert n'a finalement pas lieu et Geoffroi meurt sans affectation le 17 septembre 1259 d'après l'obituaire de l'abbaye de Paimpont.

## Sources
- Ressource relative à la religion :   - Catholic Hierarchy
- Catholic Hierarchy.org Bishop: Geoffroi de Pontual
- François Tuloup, Saint-Malo : Histoire Religieuse, Paris, Éditions Klincksieck, 1975.